# Holmes & Co.
Holmes & Co. è un gioco di ruolo investigativo ideato da Antonello Lotronto e Mario Corte. Si tratta del primo di gioco di ruolo non fantasy di pura investigazione apparso in Italia. I giocatori vestono i panni di investigatori che non devono necessariamente "menare le mani" per risolvere il "caso".
La prima edizione, stampata nel 1986 in poche centinaia di copie dalla Universal Editrice, di Roma, contiene solo le regole per il giallo classico, di pura indagine.
È solo nella più lussuosa edizione della Edizioni EL di Trieste 1989 (cartonata e illustrata con disegni di Vittorio Giardino) che viene aggiunta una sezione dedicata al giallo d'azione con regole aggiuntive sulle scazzottate, sugli inseguimenti in auto e sulle sparatorie. Ma la grande novità del gioco resta quella di essere stato il precursore dei giochi di narrazione, dedicato ad un pubblico più maturo e riflessivo.
I giocatori interpretano il ruolo di investigatori di una medesima agenzia investigativa. Per la generazione del personaggio si utilizzano tre dadi da 6 facce. Sono previste caratteristiche per gestire le competenze tecniche di un investigatore, come la casistica criminale, la balistica, la tossicologia, ecc. Nella seconda edizione sono presenti tre casi: 
- L'avventura del piede del diavolo tratto da un racconto di Arthur Conan Doyle
- Buon compleanno Merit
- Lo scettro di Marduk.

Anche se la casa editrice ha pubblicato una sola espansione (con il caso "Il mistero degli occhiali a stringinaso"), il narratore di Holmes & Co. può trovare interessanti e abbondanti spunti per ideare storie nuove, dalla immensa letteratura gialla esistente. E lo spunto iniziale di Holmes & Co. è tipicamente letterario. Nasce cioè dall'amore che gli autori hanno per questo genere e si pone come un mezzo, un modo per vivere atmosfere e sfide che li avevano appassionati come lettori.